# Dialetto foggiano

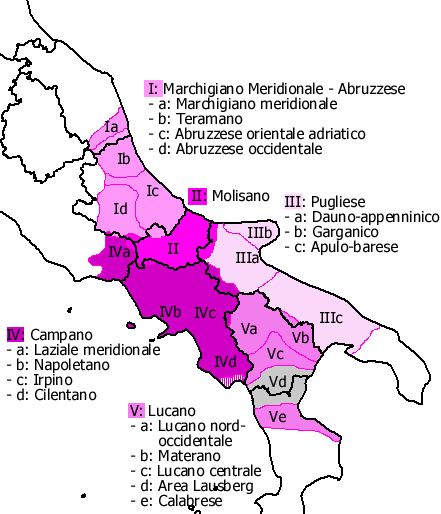
Il dialetto foggiano rientra nei dialetti dauno-appenninici (IIIa) nel sistema dei dialetti italiani meridionali

Il  dialetto foggiano è un idioma romanzo ascritto al continuum dei dialetti italiani meridionali. Viene classificato come dialetto di tipo pugliese settentrionale o dauno-appenninico. È parlato nella città di Foggia e nelle sue frazioni.

## Storia
La nascita della città di Foggia, e quindi del relativo dialetto, si attesta nell'XI secolo, nel periodo di dominazione normanna della zona. Perché essa assuma una certa importanza in quella regione, tuttavia, si deve aspettare il XII secolo, con Federico II di Svevia: a partire da questo momento Foggia divenne un importante centro burocratico collegato alla transumanza, centralità resa visibile nel 1447 dalla costituzione della dogana delle pecore. Tali avvenimenti furono di notevole importanza per il successivo sviluppo della lingua: la grande affluenza di pastori, specie abruzzesi, unita all'importanza che la città e la sua fiera stavano assumendo anche a livelli più generali, ne provocò l'evoluzione.
In seguito la città dovette subire diverse crisi, come il terremoto del 1731 e la fine della transumanza, mettendone in crisi anche l'importanza. Il mutamento linguistico che derivò da questi avvenimenti fu un avvicinamento agli altri dialetti pugliesi, pur mantenendo notevoli elementi propriamente napoletani (acquisiti dalla permanenza nel Regno di Napoli) e altri ancora di matrice abruzzese: per le influenze napoletane basti pensare alla forma jämë (andiamo), opposta allo sciamë tipico di altri dialetti pugliesi; per quelle relative all'abruzzese si consideri la forma u sëjë (lo sai). Vi sono diverse affinità anche con il vicino, ma più antico dialetto lucerino.

## Fonologia
Non è possibile trascrivere il dialetto di Foggia con i segni dell'italiano in quanto l'italiano dispone di sette suoni vocalici, mentre il dialetto di Foggia riconosce ben quattordici vocali compresi gli allofoni. (Useremo "ë" per lo scevà, vocale muta)

### Vocali
Il dialetto di Foggia riconosce il suo vocalismo nel sistema vocalico latino più diffuso, comune al gruppo di partenza, ossia un gruppo proto-romanzo di sette vocali in cui gli esiti di I e O brevi si uniscono con quelli di I e O lunga, dato comune all'italiano. Per cui voci come neve, dal latino nivem, e voci come seta, dal latino seta, conservano uno stesso esito vocalico come in italiano. Mentre gallina (gallina) esita in i. Per fare un esempio contrastivo, nella lingua siciliana si ha: jaddina, nivi, sita. Così i tipi uva, nucem, hora che in siciliano passano ad u, mentre in italiano e toscano si basano su una u ed una o chiusa.
Nel dialetto foggiano l'utilizzo di una diversa vocale per mezzo della metafonesi (modificazione di una vocale per influsso di un'altra vocale) provoca l'opposizione del maschile al femminile, del singolare al plurale e tra le varie persone dei verbi, per cui si dice:
- purchë (porco) opposto a porchë (porca);
- déndë (dente) opposto a dindë (denti);
- vévë (bevo) opposto a vívë (bevi).

Le stesse vocali, poi, subiscono delle alterazioni nel nome stesso rispetto all'italiano: la parola vento diventa così vindë.
Ma il panorama vocalico è senza dubbio dominato dalla vocale atona scevà: nella parola dëlëcätë (delicato) è presente per ben tre volte. È importante poi ricordare che la a se accentata (ä) assume il suono della vocale centrale chiusa [ɨ] (presente anche nella lingua romena, ove è scritta â oppure î):
- malätë (malato), chäpe (testa);

Eccezione a tale regola è quando la "a" tonica è posta alla fine di una parola:
- magnà (mangiare), purtà (portare).

Estranei al panorama vocalico del dialetto i suoni della e e della o chiuse. Di contro esso dispone di ben tre i e tre u:
- quillë (quello), littë (letto, i molto chiusa) e gallinë (gallina, quasi una e molto chiusa);
- uvë (uva), fuchë (fuoco, u chiusa) e bruttë (brutto, quasi una o molto chiusa).

### Consonanti
Per quanto riguarda le consonanti il dialetto presenta caratteristiche proprie dell'intera zona come la sonorizzazione delle consonanti sorde dopo una nasale: p, c e t diventano rispettivamente b, g e d:
- cumbagnë (compagno);
- angorë (ancora);
- dendë (dente).

Anche l'accostamento ns varia, diventando nz (nen zaccë, non so)